# Edificio per uffici Olivetti

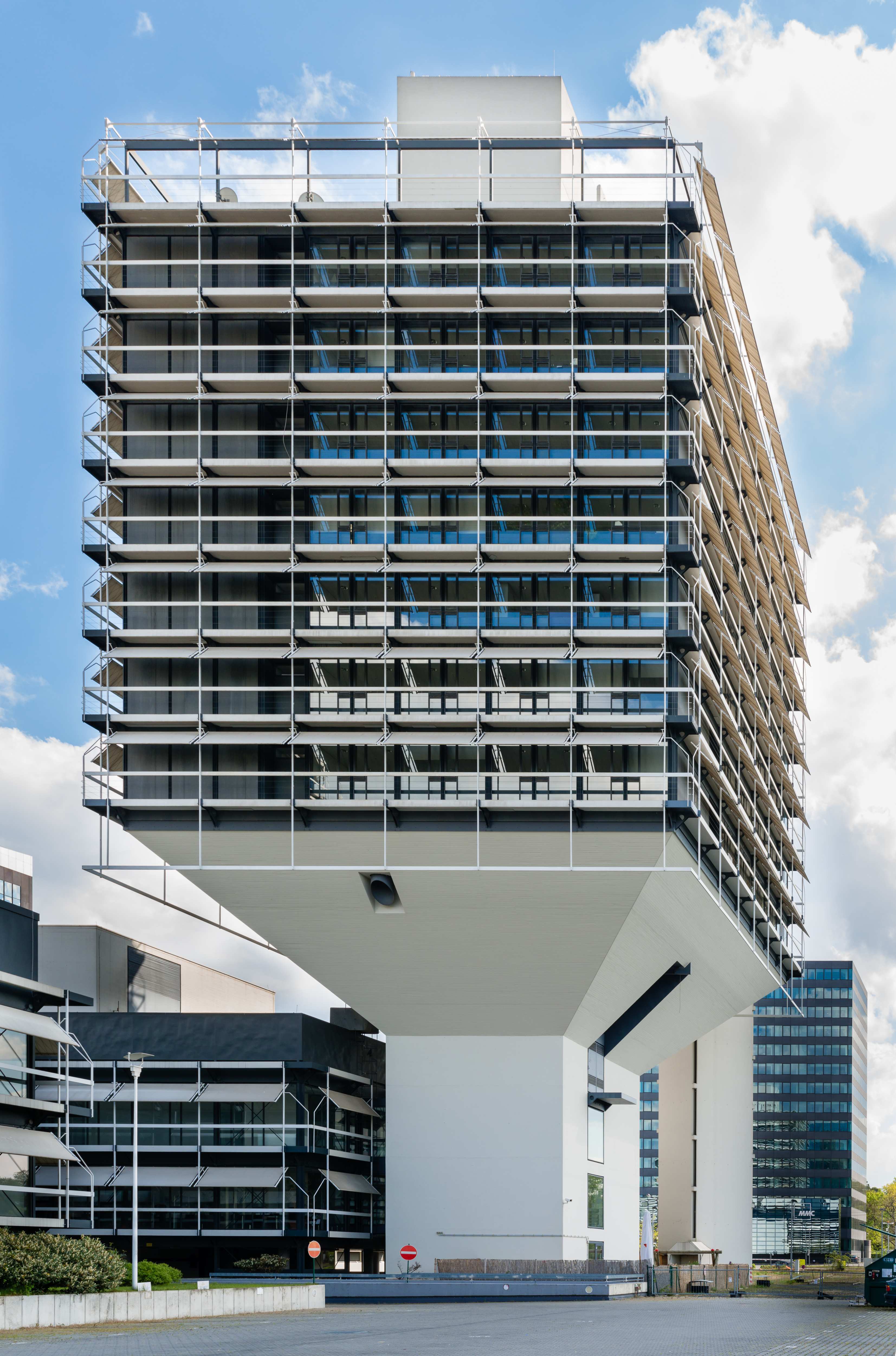
Particolare di una delle due torri

L'edificio per uffici Olivetti (in tedesco Bürohaus Olivetti) è un edificio di Francoforte sul Meno, sito nel quartiere direzionale di Schwanheim.
Considerato uno dei più importanti esempi di architettura moderna del dopoguerra nella Germania Federale, è posto sotto tutela monumentale.

## Storia
L'edificio fu costruito dal 1968 al 1972 su progetto di Egon Eiermann, per ospitare gli uffici della società Olivetti.

## Caratteristiche
L'edificio è composto di diversi corpi di fabbrica ed ha una forma complessiva molto articolata, definita dalla giustapposizione di due corpi bassi e due torri.
I due corpi bassi, che hanno struttura portante in acciaio, hanno pianta rettangolare e facciate vetrate protette da frangisole. Le due torri, anch'esse con struttura in acciaio e facciate di disegno analogo, si caratterizzano per una particolare struttura "a calice", con i piani superiori sospesi intorno a un nocciolo portante centrale che giunge fino a terra.
La scelta di questa soluzione progettuale fu dettata dalla necessità di mantenere una separazione fisica e funzionale fra i corpi bassi e le torri, pur nelle ridotte dimensioni del lotto.